# Pierre Rivière (homme politique)
Pour les articles homonymes, voir Pierre Rivière et Rivière (homonymie).
Pierre Rivière est un homme politique français né le 2 octobre 1749 à Chamboulive (Corrèze) et mort le 31 janvier 1806 au même lieu.

## Biographie
Médecin à Chamboulive, commandant du bataillon de la garde nationale, il est élu suppléant à la Convention et est appelé à siéger le 8 août 1793.

## Sources
- « Pierre Rivière (homme politique) », dans Adolphe Robert et Gaston Cougny, Dictionnaire des parlementaires français, Edgar Bourloton, 1889-1891 [détail de l’édition]